# Степен дъждосвирец
Степен дъждосвирец (Charadrius veredus) е вид птица от семейство Дъждосвирци (Charadriidae).

## Разпространение и местообитание
Разпространен е в Австралия, Виетнам, Източен Тимор, Индонезия, Китай, Монголия, Остров Рождество, Папуа Нова Гвинея, Русия, Соломоновите острови и Хонконг.